# Undercover : Une histoire vraie
Pour plus de détails, voir Fiche technique et Distribution.
Undercover : Une histoire vraie ou White Boy Rick au Québec (White Boy Rick) est un film policier américain réalisé par Yann Demange et sorti en 2018. Il s'inspire de la vie de Richard Wershe Jr..

## Synopsis
En 1984, Richard Wershe est un père célibataire en difficulté vivant à Detroit au plus fort de l'épidémie de crack et de la guerre contre la drogue. Sa fille, Dawn, quitte leur maison, laissant Rick seul avec son fils, Richard Jr. Richard fabrique des pièces d'armes à feu et vend des armes illégalement pour joindre les deux bouts, et implique son fils dans la vente d'une paire de fusils Kalachnikov égyptiens silencieux avec le gangster local Johnny Curry. Ricky se lie d'amitié avec le frère de Johnny, Boo, ce qui lui vaut la faveur de Johnny et de son équipage. La nouvelle de l'activité de Richard attire l'attention du FBI et il est interrogé par deux agents, Alex Snyder et Frank Byrd, qui voient Richard Jr comme un atout potentiel en raison de ses liens avec la pègre. Ils convainquent Richard Jr de devenir un informateur infiltré derrière le dos de Richard en échange d'argent et de l'immunité pour son père. Richard Jr est invité à vendre de la drogue pour préserver les apparences, devient captivé par son nouveau style de vie extravagant et finit par gagner suffisamment de crédibilité en tant que fournisseur de drogue "légitime". Richard se méfie de son fils et confronte Richard Jr lorsqu'il trouve des milliers de dollars en espèces illicites sous son lit, provoquant une rupture entre eux. Alors que Richard Jr rencontre Dawn dans un restaurant un soir, la voiture de son grand-père est volée et les deux tirent sur la voiture en fuite. Ils sont arrêtés mais renfloués par les maîtres-chiens de Richard Jr, ce qui éveille les soupçons de Johnny.
Lors d'une fête après un match de boxe à Las Vegas, Johnny bat l'ami de son rival, Black Ed, à un pouce de sa vie avec une bouteille de champagne. Par la suite, il ordonne un drive-by chez son rival, Leon Lucas, tuant l'un de ses neveux. Richard Jr apprend que les armes utilisées étaient les mêmes AK qu'il avait vendues à Johnny. Dévasté par son implication dans un meurtre, il fait profil bas et raccommode sa relation avec son père. Johnny soupçonne Richard Jr d'être un informateur et envoie Nug chez lui, qui lui tire une balle dans le ventre. Pendant son séjour à l'hôpital, Snyder informe Richard Jr qu'ils ont suffisamment de preuves pour faire une descente dans toutes les maisons sécurisées de Johnny et lui demande d'oublier la fusillade en échange de l'abandon de toutes les charges contre son père.
Un an plus tard, en 1986, le frère de Brenda Moore dit à Richard Jr que Brenda avait une fille nommée Keisha et que Richard Jr est le père. Richard et Richard Jr viennent voir l'enfant, qui gagne l'affection des deux. Plus tard, ils trouvent Dawn dans un repaire de drogue et la ramènent de force chez elle pour une cure de désintoxication. Elle finit par se rétablir complètement après plusieurs jours.
En 1987, Richard Jr recommence à vendre du crack et assume le rôle que Johnny a laissé derrière lui, allant même jusqu'à avoir des relations sexuelles avec sa femme, Cathy. Richard découvre qu'il a gagné plus qu'assez d'argent pour réaliser le rêve de son père d'ouvrir une vidéothèque. Des agents du FBI arrêtent Ricky et il est détenu pour possession de drogue avec l'intention de la distribuer, ce qui pourrait lui valoir une peine automatique d'emprisonnement à perpétuité sans possibilité de libération conditionnelle. Les anciens maîtres-chiens de Richard Jr nient leur relation avec lui, mais promettent qu'ils essaieront de faire réduire sa peine s'il coopère à une dernière arrestation. Richard Jr demande à Cathy de l'aider avec une importante cargaison de drogue, le FBI fait une descente dans l'affaire et arrête toutes les personnes impliquées. Richard Jr est reconnu coupable et condamné à la prison à vie. Richard confronte les deux agents à propos de leur accord mais ils feignent l'ignorance.
Après une autre année, Dawn, Richard et Keisha rendent visite à Richard Jr en prison. Richard essaie de donner de l'espoir à son fils mais Richard Jr déplore que sa vie soit finie. Richard pleure et s'excuse de ne pas pouvoir lui donner une vie facile comme il le souhaitait. Le générique révèle que Richard Jr a été emprisonné pendant plus de 30 ans, détenant le record de la plus longue peine de prison pour un délinquant non violent dans l'État du Michigan. Il a finalement été libéré sur parole en 2017. Son père est décédé en 2014. Sa fille, Keisha, est maintenant heureusement mariée et a deux fils. Un enregistrement vocal du vrai Richard Wershe Jr. joue en arrière-plan, disant que personne ne pensait qu'il devrait vraiment être en prison, mais qu'il se sentait heureux et plein d'espoir.

## Fiche technique
Sauf indication contraire, les informations mentionnées dans cette section peuvent être confirmées par la base de données cinématographiques IMDb,  présente dans la section « Liens externes ».
- Titre français : Undercover : Une histoire vraie
- Titres original et québécois : White Boy Rick
- Réalisation : Yann Demange
- Scénario : Logan Miller, Noah Miller et Andy Weiss, d’après une histoire réelle de Richard Wershe Jr.
- Photographie : Tat Radcliffe
- Montage : Chris Wyatt
- Musique : Max Richter
- Direction artistique : Stefania Cella
- Décors : Audra Avery, Bryan Felty et Laura Obiols
- Costumes : Amy Westcott
- Producteurs : Darren Aronofsky, Scott Franklin et Jeff Robinov
- Sociétés de production : Studio 8, Protozoa Pictures et LBI Entertainment
- Sociétés de distribution : Columbia Pictures (États-Unis), Sony Pictures Releasing France (France), Sony Pictures (Québec)
- Pays de production :  États-Unis
- Langue originale : Anglais américain
- Format : couleur
- Budget : 29 millions de dollars[2]
- Genre : Drame et biopic
- Dates de sortie :
  - États-Unis : 31 aout 2018 (festival de Telluride) ; 14 septembre 2018 (sortie nationale)
  - Québec : 14 septembre 2018
  - France : 2 janvier 2019

## Distribution
- Matthew McConaughey (VF : Emmanuel Curtil) : Richard Wershe, Sr.
- Richie Merritt (VF : Antoine Fonck) : Richard Wershe, Jr.
- Bel Powley (VF : Camille Donda) : Dawn Wershe
- Jennifer Jason Leigh (VF : Marie-Laure Dougnac) : l'agent du FBI Alex Snyder
- Brian Tyree Henry (VF : Günther Germain) : l'inspecteur Jackson
- Rory Cochrane (VF : Gilles Morvan) : l'agent Frank Byrd
- RJ Cyler : Rudell « Boo » Curry

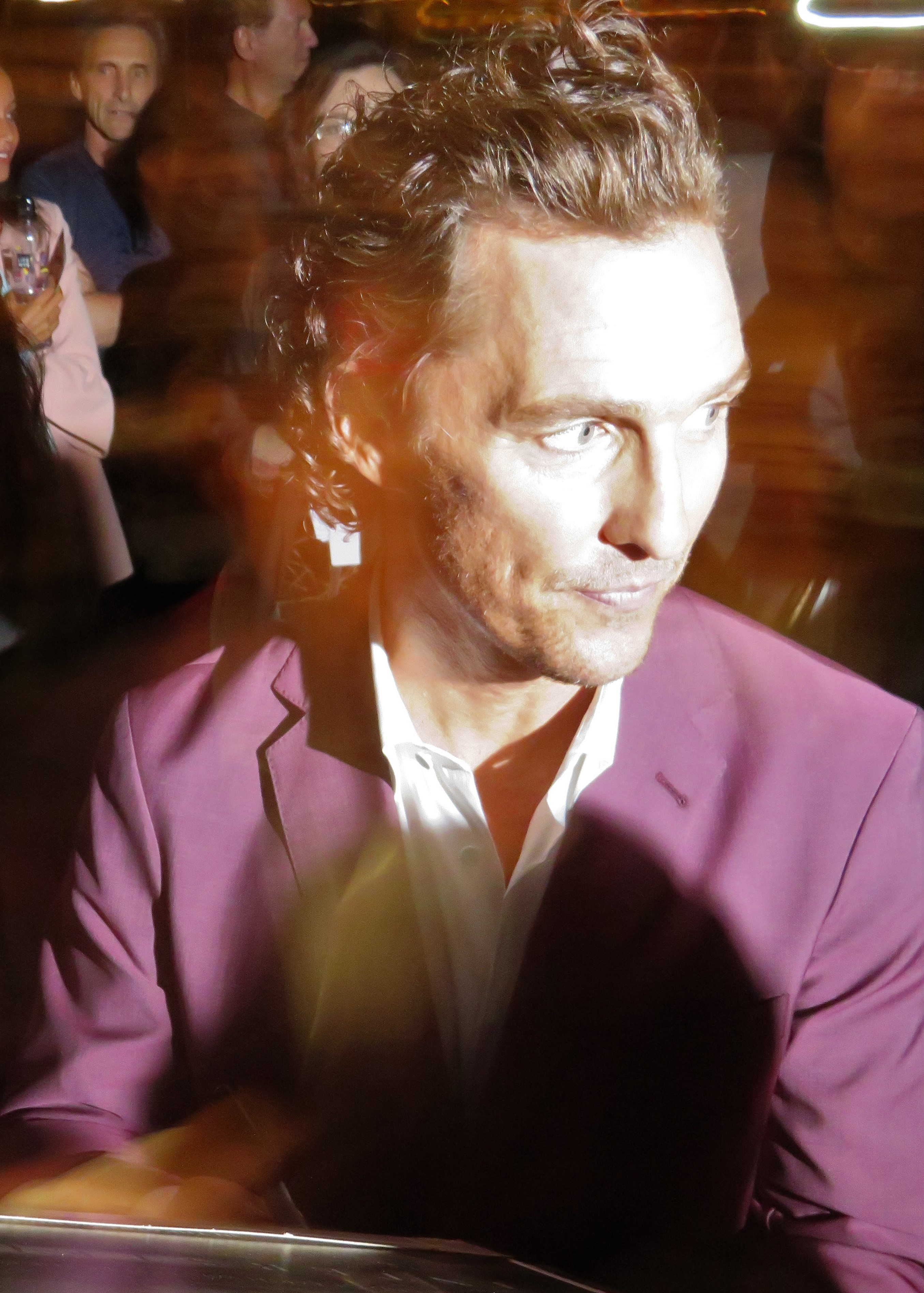
L'acteur principal Matthew McConaughey, pour la présentation du film au TIFF 2018.

- Jonathan Majors (VF : Mohad Sanou) : Johnny « Lil Man » Curry
- Eddie Marsan (VF : Mathieu Lagarrigue) : Art Derrick
- Taylour Paige (VF : Géraldine Asselin) : Cathy Volsan
- Bruce Dern (VF : Georges Claisse) : Grand-père Roman « Ray » Wershe
- Piper Laurie (VF : Nicole Favart) : Grand-mère Verna Wershe
- Ishmael Ali (VF : Enzo Ratsito) : « Freaky Steve » Roussell
- YG : Leo « Big Man » Curry
- Kyanna Simone : Brenda Moore
- LaShawn Little (VF : Enrique Carballido) : Leon Lucas
- James Shinkle (VF : Patrick Mancini) : William « Bill » Bufalino, Jr.
- Brad Carter (VF : Emmanuel Karsen) : Bob, le revendeur d'armes à feu

 Source et légende : version française (VF) sur RS Doublage

## Production
En février 2015, la société de production Studio 8 acquiert un script spéculatif écrit par Logan Miller et Noah Miller, intitulé White Boy Rick. Il avait auparavant figuré sur The Black List 2015 des meilleurs scénarios en attente d'acquéreurs.
Timothée Chalamet a auditionné pour le rôle de Rick.
Le tournage a lieu dans l'Ohio (Cleveland, Grafton, Lakewood, Euclid, Strongsville), ainsi qu'à Détroit, Miami et Las Vegas

## Accueil

### Critique
Sur l’agrégateur de critiques Rotten Tomatoes, il obtient 57% d'avis favorables pour 159 critiques et une note moyenne de 6,1⁄10. Le consensus suivant résume les critiques compilées par le site : « Le travail solide de la distribution – en particulier un Matthew McConaughey qui vole la vedette – aide White Boy Rick à rattraper un certain nombre d'opportunités manquées dans le scénario ». Sur Metacritic, il obtient une note moyenne de 59⁄100 pour 35 critiques.
Sur le site AlloCiné, qui recense 18 critiques de presse, le film obtient la note moyenne de 3,2⁄5
.
Pour Télérama, « si les ingrédients du polar sont là, c’est le portrait de la ville de Detroit qui saisit ». Première écrit : « Un destin hors du commun qui contraste avec le manque d’aspérité de ce film, proprement réalisé, pas désagréable à regarder, mais auquel il manque le souffle qu’avait su insuffler Yann Demange à son formidable ‘71 ».

### Box-office
Produit pour un budget de 29 millions de dollars, le film n'en récolte que 25 millions au box-office.
| Pays ou région     | Box-office     | Date d'arrêt du box-office | Nombre de semaines |
| ------------------ | -------------- | -------------------------- | ------------------ |
| États-Unis, Canada | 24 011 188 $   | 8 novembre 2018            | 8                  |
| France             | 83 379 entrées | -                          | -                  |
| Total mondial      | 25 957 482 $   |                            |                    |

## voir aussi